# Neukirchen am Großvenediger
Pour les articles homonymes, voir Neukirchen.
Neukirchen am Großvenediger est une commune autrichienne du district de Zell am See dans l'État de Salzbourg.